# Centrul Sportiv Boris Trajkovski
Centrul Sportiv Boris Trajkovski (în macedoneană Спортски центар Борис Трајковски, Sportski centar Boris Trajkovski) din Skopje este o arenă multi-funcțională. Aceasta este situată în municipalitatea Karpoš din Skopje, Macedonia. Este denumită după fostul președinte, Boris Trajkovski, care a murit într-un accident de avion în 2004. Acesta are o capacitate maximă de 6.000 de locuri pentru handbal, de 8.000 de locuri pentru baschet și 10.000 pentru concerte. Pe această arenă își joacă meciurile de acasă echipa națională de baschet (bărbați și femei), echipa națională de handbal (bărbați și femei) și echipa națională de volei (bărbați și femei). Arena mai are patru restaurante și un bar sportiv. Acesta a fost una din cele două arene folosite pentru Campionatul European de Handbal feminin din 2008.

## Istoric
Construcția a început în iunie 2004, cu orașul Skopje ca principal investitor. Acesta a fost introdusde fostul primar Risto Penov ca unul dintre proiectele de maximă importanță. Termenul inițial stabilit de către autoritățile orașului pentru finalizarea a fost un an, dar problemele din timpul construcției au dus la depășirea acestui termen. La început, în timp ce se săpa fundația, s-a rupt pânza freatică și tot șantierul a fost inundat. Acest lucru a adus costuri suplimentare de aproximativ un milion de euro, lipsa fondurilor ducând în mai multe rânduri la oprirea lucrărilor. La învestirea lui Trifun Kostovski în calitatea de primar, orașul a început negocierile cu guvernul pentru continuarea construcțiilor. Au fost purtate negocieri cu guvernul, dar s-au încheiat fără succes. În februarie 2007, guvernul a semnat un acord pentru preluare. A fost înființată compania „Boris Trajkovski” pentru a gestiona conducerea arenei, cu fiecare investitor primind unui anumit număr de acțiuni. Prima echipă care a jucat pe această arenă a fost Harlem Globetrotters, în ceremonia de deschidere de la 22 mai 2008. În 2011, prim-ministrul Nikola Gruevski a aprobat modificarea arenei și a deschis un patinoar de hochei și o pistă de karting. Guvernul a finanțat cele mai multe investiții, care au fost în valoare de 430.000 de euro. Între 18 și 20 mai 2012, arena a găzduit cea de-a 20-a ediție a Cupei Macedoniei la handbal.

## Galerie

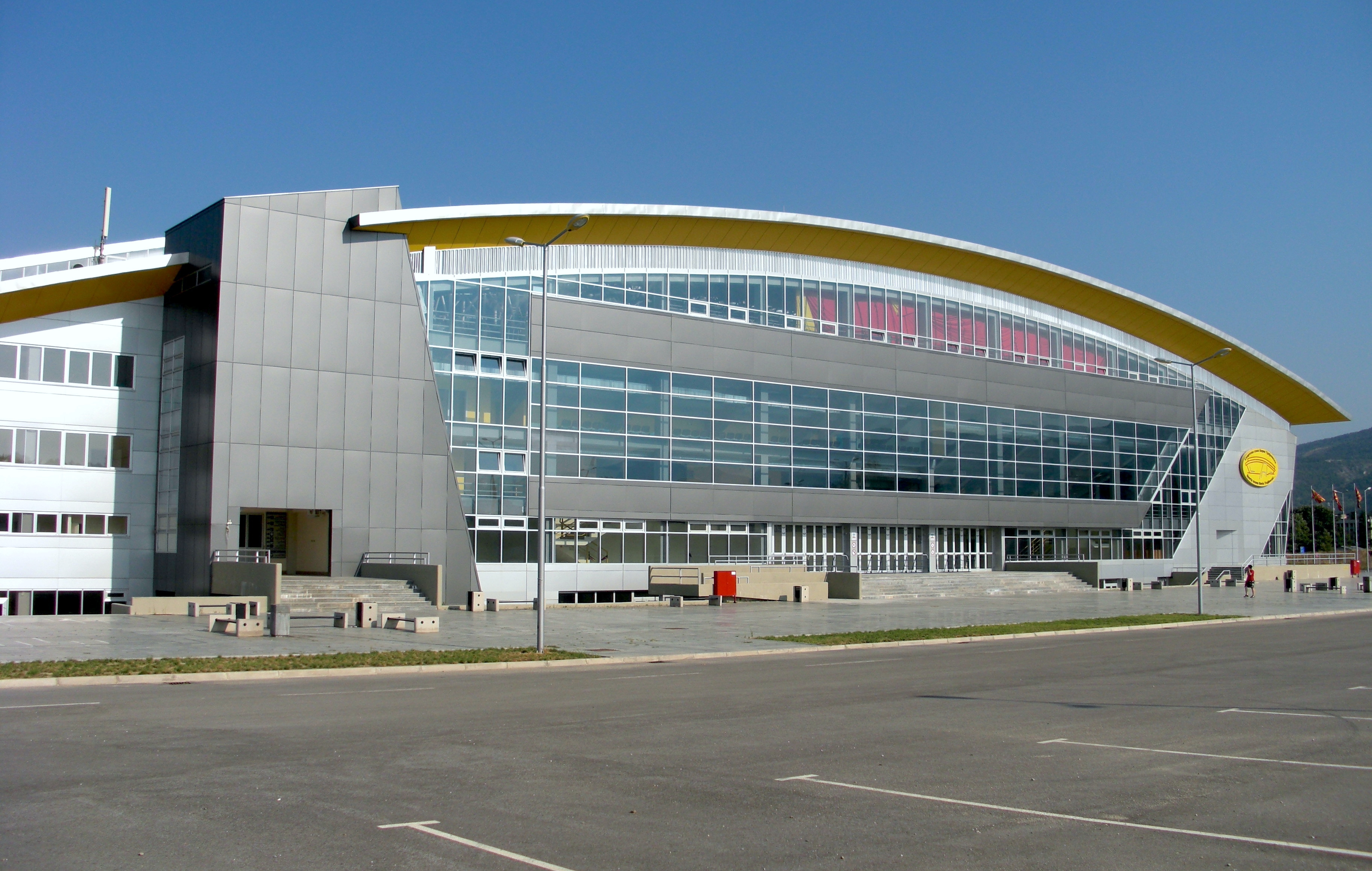
Vedere din lateral
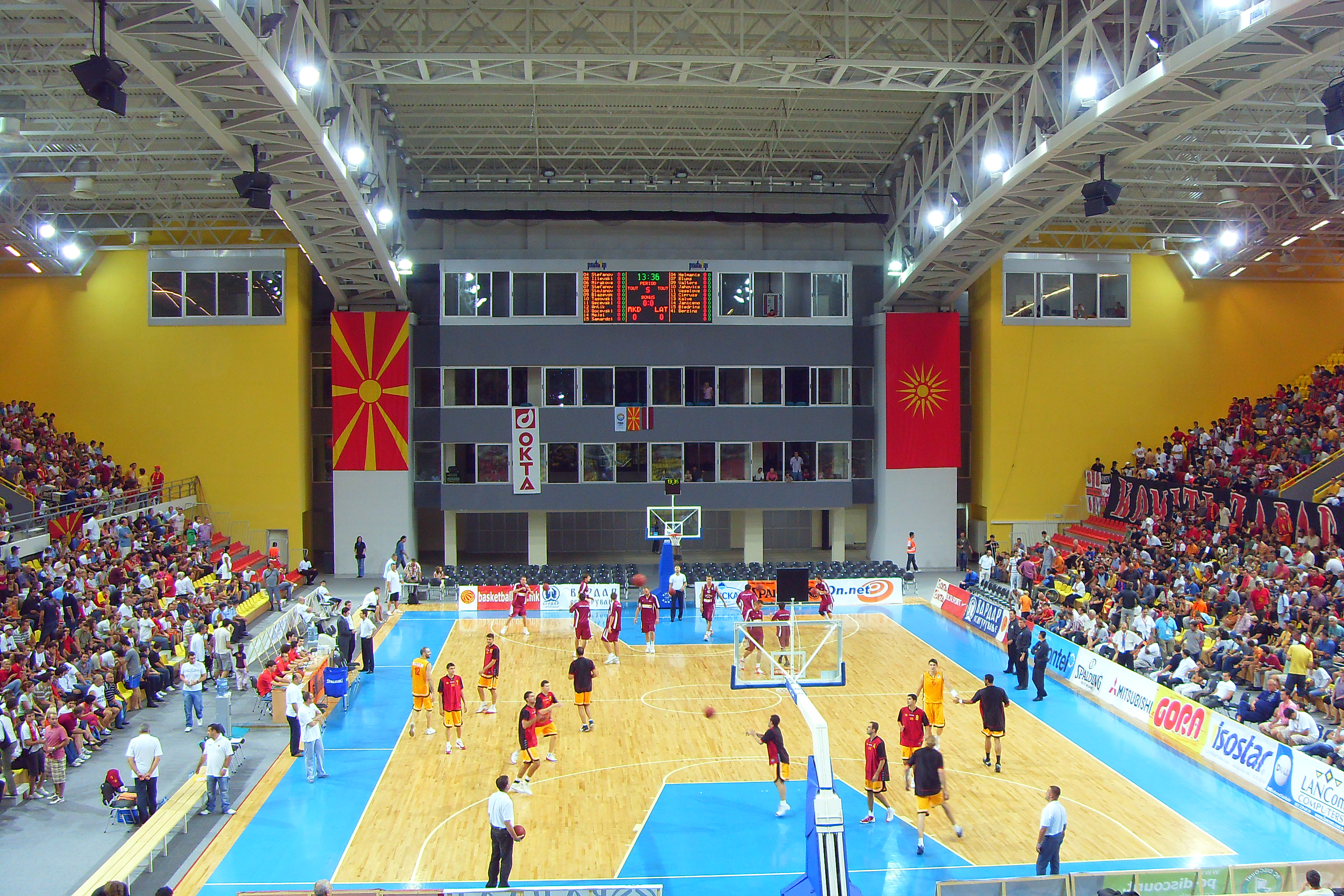
Partea de est a Centrului Boris Trajkovski
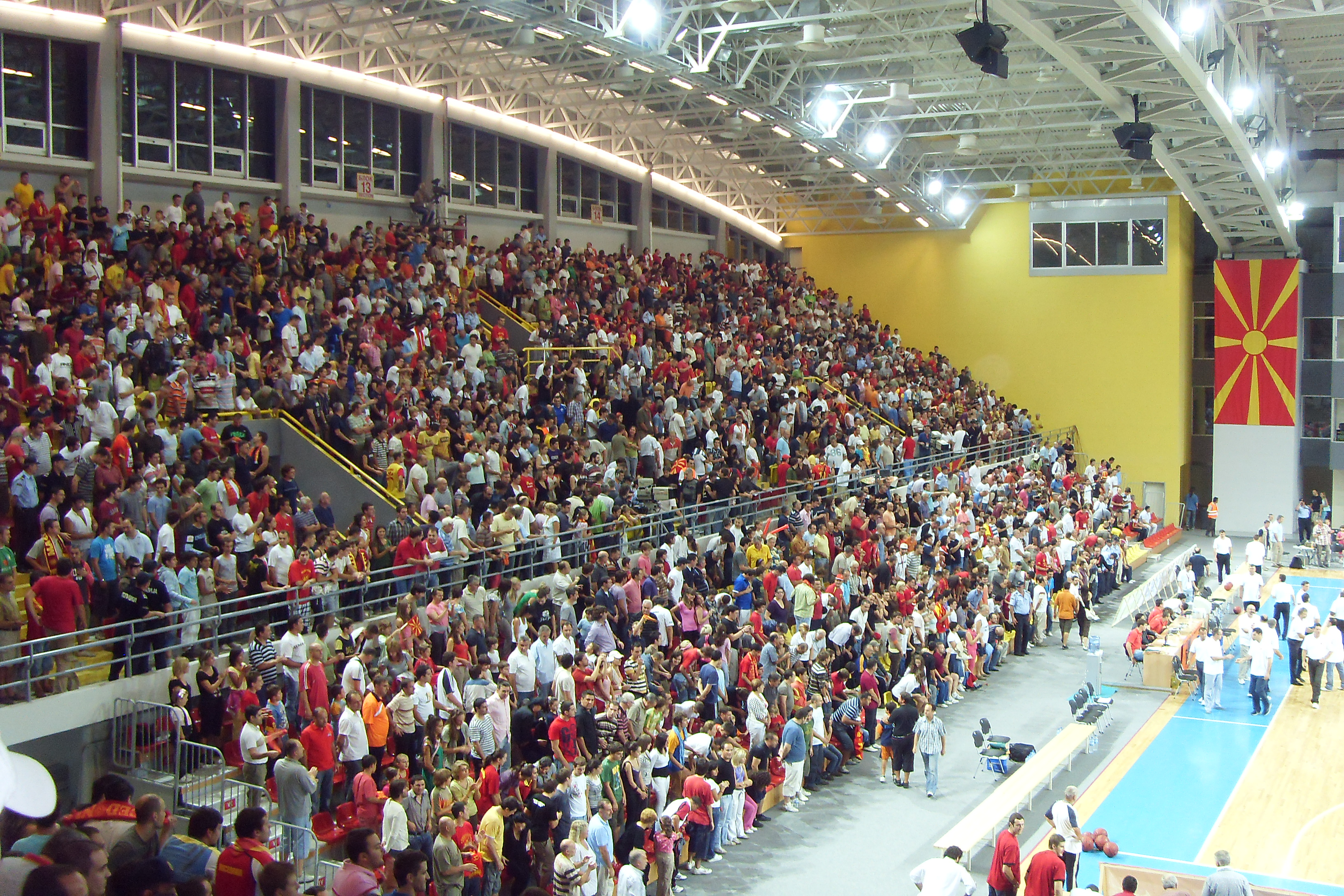
Partea de norda Centrului Boris Trajkovski
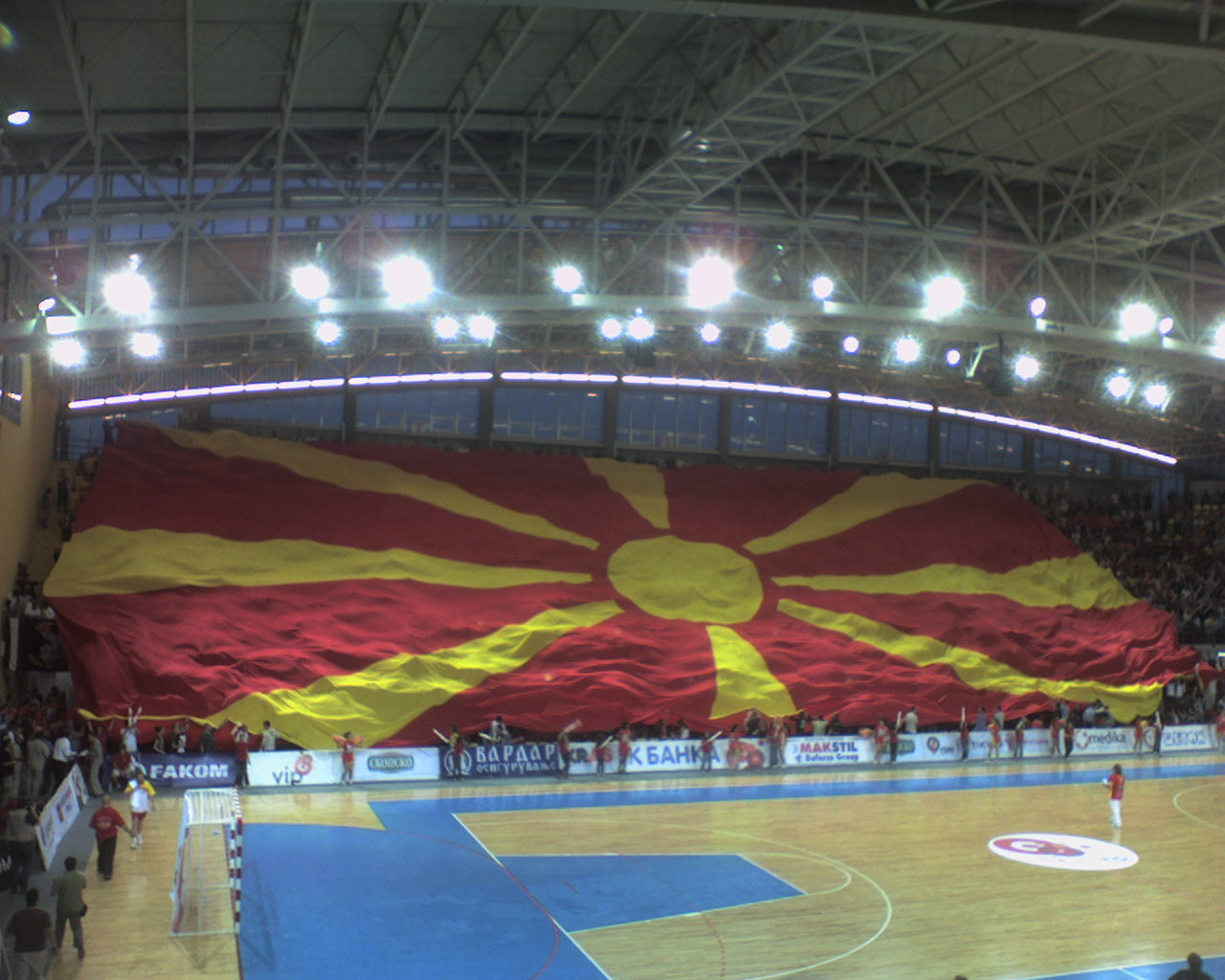
Steagul Macedoniei
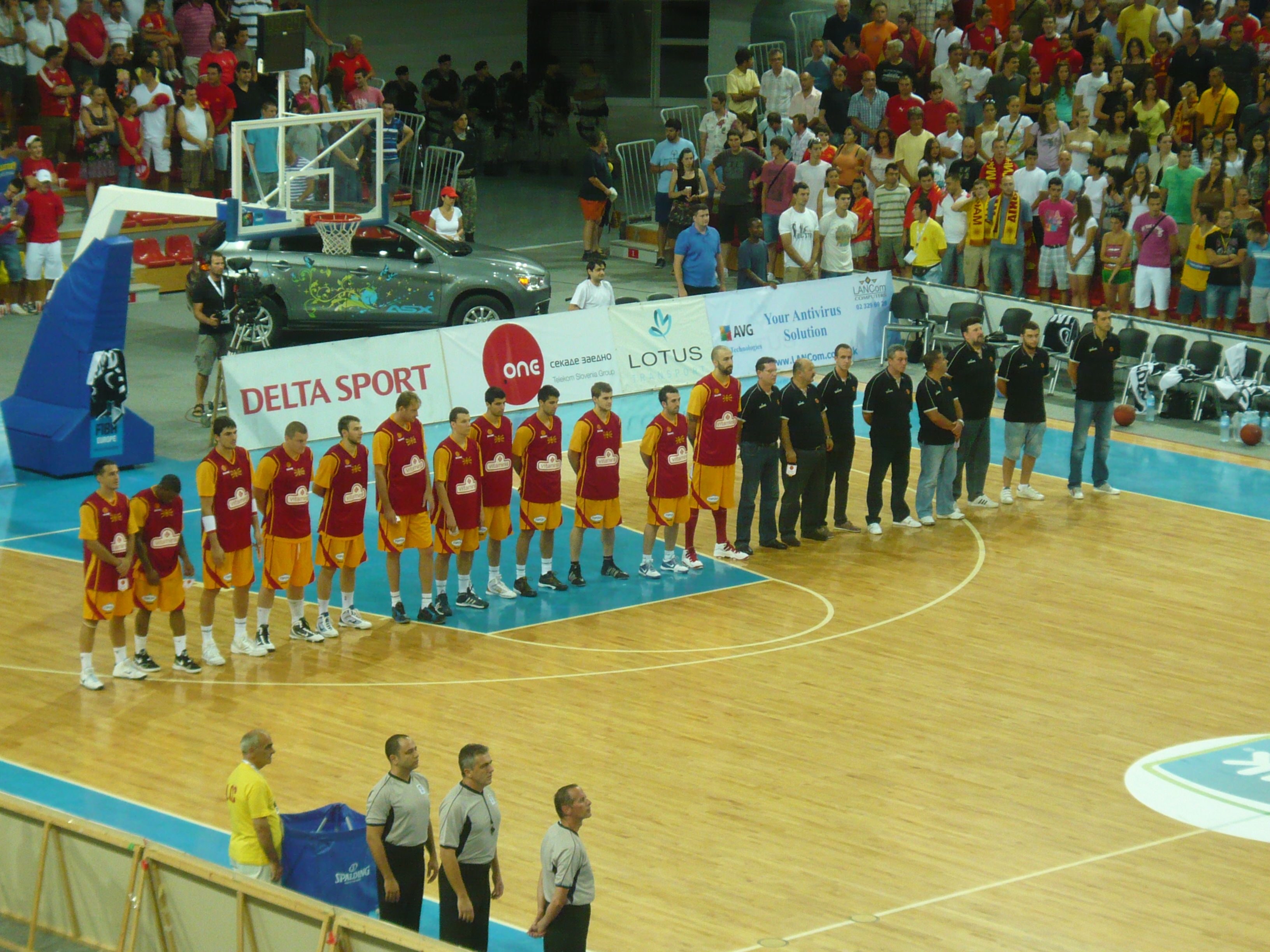
Echipa națională de baschet a Macedoniei înainte de un meci